# Desolation – 16 Years of Alcohol
Desolation – 16 Years of Alcohol ist ein britischer Film von Richard Jobson, der 2003 auf dem Internationalen Filmfestival von Locarno vorgestellt wurde.
Er wurde maßgeblich von Clockwork Orange sowie Trainspotting beeinflusst.
Die Handlung basiert auf einem Buch des Regisseurs aus dem Jahre 1987.

## Handlung
In der Eröffnungsszene sieht man, wie Frankie, der Protagonist des Films, von einer kleinen Gruppe von Männern niedergeschlagen wird. Ob er überlebt, wird offengelassen.
Der Rest des Films ist eine Rückblende und lässt sich grob in drei Teile einteilen.
Frankies problematische Kindheit, seine Zeit als Skinhead und eine Zeit der Veränderung, in der er versucht, an Hoffnung und Liebe zu glauben.
Er geht eine Beziehung mit Helen ein, diese studiert Kunst und arbeitet in einem Plattengeschäft. Als die Unterschiede zwischen ihnen zu offensichtlich werden, verlässt sie ihn. Daraufhin beschließt er sich den Anonymen Alkoholikern oder einer ähnlichen Gruppe anzuschließen. Er tritt auch einer Theatergruppe bei, in der er auf Mary trifft, mit der er eine Beziehung beginnt. Er wendet sich jedoch von ihr ab, als er – auch aufgrund seiner Vergangenheit – dem Trugschluss erliegt, sie hätte eine Affäre.
Er steht kurz vor einem Rückfall, lässt das Glas Alkohol aber stehen und beschließt, sich bei Mary zu entschuldigen. Allerdings wird er auf dem Weg zu ihr von seinen ehemaligen Freunden abgepasst und zusammengeschlagen.

## Sonstiges
- Da der Film im Schottland der 1970er Jahre spielt, wird in der Originalfassung auch mit schottischem Akzent gesprochen.
- 16 Years Of Alcohol erhielt meist überdurchschnittlich gute Kritiken.
- Gedreht wurde der Film unter anderem am Strand Black Sands in Aberdour.